# Gnotornis aramiellus
Gnotornis aramiellus — вид викопних лелекоподібних птахів родини Чаплеві (Ardeidae), можливо належить до родини арамових (Aramidae). Голотип (номер V16729) складається з плечевої кістки, знайдений в окрузі Шеннон у Південній Дакоті (США) та датується олігоценом.